# Hillelskolan
Hillelskolan är en fristående grundskola i Stockholm. Den är en av två grundskolor i Sverige med judisk profil. Skolan omfattar förskoleklass samt årskurs ett till sex och  har omkring 250 elever. Skolan startade 1955 i Mosaiska församlingens lokaler i Stockholm men flyttade 1961 till Östermalm. Hillelskolan drivs av Föreningen Hillel och profilämnena är hebreiska och judiska studier.

## Bemärkta elever (urval)
- Dominika Peczynski[6]